# Christophe Rochus
Christophe Philippe Rochus (* 15. Dezember 1978 in Namur) ist ein ehemaliger belgischer Tennisspieler.

## Karriere
Seinen größten Erfolg auf der ATP Tour feierte er im Jahr 2000, als er gemeinsam mit Julien Boutter die Doppelkonkurrenz des Turniers von Chennai gewann. Im Einzel konnte er mit Valencia 2003 und Rotterdam 2006 zweimal ein Endspiel auf der Tour erreichen, die er aber beide verlor. Im Doppel scheiterte er ebenfalls zweimal in einem Finale (Kitzbühel 2005 und Doha 2006).
Seine höchste Weltranglistenplatzierung im Einzel erreichte er im Mai 2006 mit Platz 38.
Rochus nahm erstmals bei den French Open 1999 an einem Grand-Slam-Turnier teil. In der ersten Runde unterlag er dem Franzosen Arnaud Di Pasquale in vier Sätzen. Bei den Australian Open 2000 besiegte er Albert Costa, Kevin Ullyett und Maks Mirny, ehe er im Achtelfinale dem Russen Jewgewni Kafelnikow in drei Sätzen unterlag. Im gleichen Jahr erreichte Rochus die zweite Runde beim Grand-Slam-Turnier von Wimbledon durch einen Sieg gegen Mikael Tillström. In der zweiten Runde verlor er gegen Sjeng Schalken deutlich in drei Sätzen. Bei den US Open musste er sich in der ersten Runde dem US-Amerikaner Justin Gimelstob geschlagen geben.
Anfang des Jahres 2001 zog Rochus in die dritte Runde der Australian Open ein, nachdem er Justin Gimelstob und André Sá besiegt hatte. Gegen Dominik Hrbatý verlor er in drei Sätzen. Bei den French Open im gleichen Jahr musste Rochus bereits nach der ersten Runde und einer Niederlage gegen Guillermo Cañas die Heimreise antreten. Auch in der ersten Runde in Wimbledon war für den Belgier gegen Roger Federer nichts zu holen. Bei den US Open 2001 erreichte er die zweite Runde, nachdem er Sergi Bruguera schlug, verlor jedoch gegen Patrick Rafter in drei Sätzen. Auch 2002 konnte Rochus die erste Runde der Australian Open gegen Raemon Sluiter überstehen, gegen Marat Safin verlor er in drei Sätzen. Bei den French Open schied er schon in der ersten Runde gegen Amir Hadad aus. In Wimbledon spielte Christophe Rochus gegen seinen Bruder Olivier, dem er in vier Sätzen unterlag. 2003 erreichte Rochus zweite Runde sowohl bei den Australian Open (Niederlage gegen Nicolas Escudé) als auch bei den French Open (gegen Younes El Aynaoui). In Wimbledon verlor er zum Auftakt gegen Stefan Koubek. Erst bei den French Open 2004 kam er das nächste Mal bis in die zweite Runde, wo er Albert Costa in drei Sätzen unterlag. In den Jahren 2005 und 2006 zog er zweimal in die zweite Runde ein.
2009 bei den French Open schaffte er es das dritte und letzte Mal in seiner Karriere in die dritte Runde eines Grand-Slams. Das Jahr beendete er letztmals in den Top 100. 2012 spielte er sein letztes Profiturnier.

## Erfolge
| Legende (Anzahl der Siege)                       |
| Grand Slam                                       |
| Tennis Masters Cup ATP World Tour Finals         |
| ATP Masters Series ATP World Tour Masters 1000   |
| ATP International Series Gold ATP World Tour 500 |
| ATP International Series ATP World Tour 250 (1)  |
| ATP Challenger Series (7)                        |

| ATP-Titel nach Belag |
| -------------------- |
| Hartplatz (1)        |
| Sand (0)             |
| Rasen (0)            |
| Teppich (0)          |

### Einzel

#### Turniersiege
| Nr. | Datum             | Turnier      | Belag         | Finalgegner       | Ergebnis       |
| --- | ----------------- | ------------ | ------------- | ----------------- | -------------- |
| 1.  | 6. August 2000    | Posen        | Sand          | Adrian Voinea     | 6:4, 3:6, 7:64 |
| 2.  | 8. Juli 2001      | Venedig      | Sand          | Nicolas Coutelot  | 6:75, 7:5, 6:4 |
| 3.  | 27. November 2005 | Luxemburg    | Hartplatz (i) | George Bastl      | 6:2, 3:6, 6:1  |
| 4.  | 6. April 2008     | Saint-Brieuc | Sand (i)      | Marcel Granollers | 6:2, 4:6, 6:1  |
| 5.  | 18. Mai 2008      | Zagreb       | Sand          | Carlos Berlocq    | 6:3, 6:4       |

#### Finalteilnahmen
| Nr. | Datum            | Turnier   | Belag     | Finalgegner         | Ergebnis |
| --- | ---------------- | --------- | --------- | ------------------- | -------- |
| 1.  | 28. April 2003   | Valencia  | Sand      | Juan Carlos Ferrero | 2:6, 4:6 |
| 2.  | 20. Februar 2006 | Rotterdam | Hartplatz | Radek Štěpánek      | 0:6, 3:6 |

### Doppel

#### Turniersiege

##### ATP Tour
| Nr. | Datum          | Turnier | Belag     | Partner        | Finalgegner                  | Ergebnis |
| --- | -------------- | ------- | --------- | -------------- | ---------------------------- | -------- |
| 1.  | 3. Januar 2000 | Chennai | Hartplatz | Julien Boutter | Saurav Panja Srinath Prahlad | 7:5, 6:1 |

##### ATP Challenger Tour
| Nr. | Datum         | Turnier      | Belag    | Partner       | Finalgegner                          | Ergebnis  |
| --- | ------------- | ------------ | -------- | ------------- | ------------------------------------ | --------- |
| 1.  | 27. März 2004 | Saint-Brieuc | Sand (i) | Tom Vanhoudt  | David Škoch Jiří Vaněk               | 6:0, 6:1  |
| 2.  | 12. Juni 2010 | Lugano       | Sand     | Frederico Gil | Santiago González Travis Rettenmaier | 7:5, 7:63 |

#### Finalteilnahmen
| Nr. | Datum          | Turnier   | Belag     | Partner        | Finalgegner               | Ergebnis         |
| --- | -------------- | --------- | --------- | -------------- | ------------------------- | ---------------- |
| 1.  | 25. Juli 2005  | Kitzbühel | Sand      | Olivier Rochus | Leoš Friedl Andrei Pavel  | 2:6, 7:65, 0:6   |
| 2.  | 2. Januar 2006 | Doha      | Hartplatz | Olivier Rochus | Jonas Björkman Maks Mirny | 2:6, 6:3, [8:10] |